# Johnny DC
Johnny DC é um personagem que a DC Comics tem utilizado diversas vezes como um mascote para sua linha de quadrinhos e, ocasionalmente, como o personagem metaficcional que comenta sobre os quadrinhos em que ele aparece.
O personagem apareceu originalmente em vários anúncios Era de Prata da DC Comics, e foi utilizado para promover a linha de quadrinhos da editora. Ele possuía um rosto em estilo e  usava um capelo, tinha linhas que simulavam braços e pernas (como um boneco palito), e um corpo formado pelo logotipo da DC Comics.
Nos finais dos 80, a DC colocou Johnny numa página promocional chamada " DCI with Johnny DC" que aparecia em várias revistas da época. Como a Marvel tinha o Bullpen Bulletins" nos anos 60 e 70 e a própria DC possuia uma página promocional do Planeta Diário no final dos anos 70 e início do anos 80.
A Editora Abril fez algo parecido em Planeta DC, revistas em formatinho usadas para publicar a mini-série Mundos em Guerra.
DCI with Johnny DC" possuia notícias variadas sobre os personagens da , frequentemente chamava a atenção sobre determinados títulos ou criadores, e igualmente incluído uma lista de títulos atuais da DC.
Em meados da década de 1990, Johnny DC apareceu no especial satírico Sergio Aragonés Destrói a DC. Ele é mostrado como tendo se decepcionado com o rumo moderno que os super-herói da DC Comics tomaram, criticando os vários membros da Liga da Justiça, acusando-os de ter mudado para pior.
Em 2004, Johnny DC foi reativado e redesenhado, como uma criança, é basicamente uma Silhueta no estilo cartoon. Seu nome agora é usado como o nome da linha editorial da DC para as crianças, seu público alvo é de 8-13 anos de idade. A linha é composta principalmente de quadrinhos baseados em séries de animação da Warner Bros TV e Cartoon Network. Estes incluíram a série que começaram como desenhos animados (por exemplo, Scooby-Doo, Looney Tunes, e As Meninas Superpoderosas) e aquelas baseados em super-heróis da DC Comics (The Batman Strikes!, Teen Titans Go!, Legion of Super Heroes in the 31st Century, e Liga da Justiça Sem Limites).
A sessão de carta destes títulos são supostamente editadas por Johnny DC.

## Jonni DC
Uma versão feminina do personagem apareceu nos quadrinhos do Besouro Bisonho (Ambush Bug) como "Jonni DC, Continuity Cop". Em suas primeiras aparições, ela investigou as violações casuais de Besouro Bisonho no cânone do Universo DC. Em 2008 a minissérie Ambush Bug: Year None, Besouro Bisonho é chamado para investigar o aparente assassinato de Jonni DC. Mais tarde, ela sobe novamente sedada, controlada por um Lanterna Negro.

## Publicação do selo Johnny DC no Brasil
No Brasil, os títulos do selo são publicados em formatinho por duas editoras a Panini Comics e a On Line Editora.
Em 2010, a Editora Abril prometeu lançar no ano seguinte as edições encadernadas em formatinho  das séries Teen Titans Go!, Batman: The Brave and the Bold, Superman Adventures e Justice League Unlimited, inspiradas, respectivamente, nas série de animação Teen Titans, Batman: The Brave and the Bold, Superman: The Animated Series, e Liga da Justiça Sem Limites.